# Amalie Mánesová

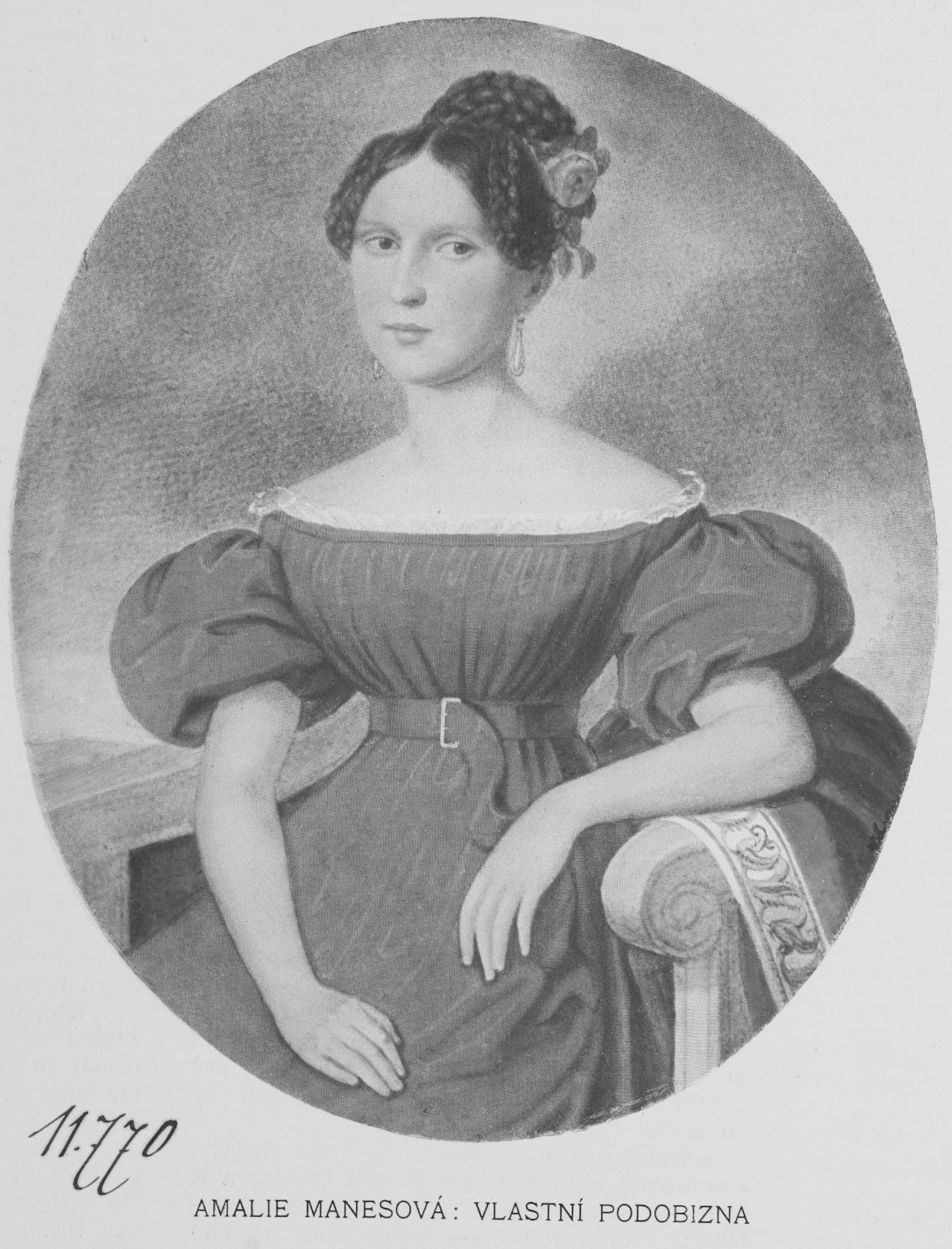
Autoportrait (1837)

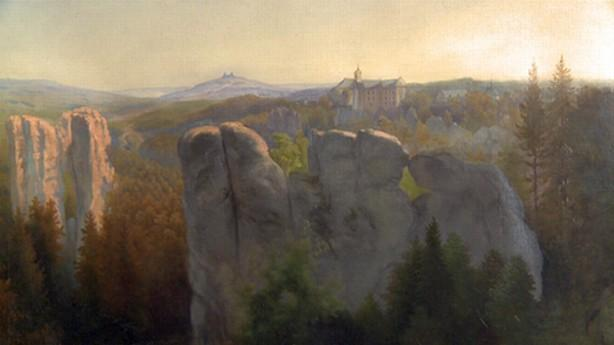
Vue de Hrubá Skála

Amalie Mánesová, née le 21 janvier 1817 à Prague et morte le 4 juillet 1883 dans la même ville, est une peintre paysagiste bohème.

## Biographie
Elle vient d'une famille d'artistes. Son père, Antonín Mánes, ses frères, Josef et Quido, et son oncle, Václav, sont tous peintres. Elle souhaite se spécialiser dans les portraits, mais son père estime qu'il est inapproprié pour une femme d'en peindre et insiste alors pour qu'elle fasse des paysages à la place.
Elle accompagne son frère Josef à Berlin, où celui-ci a un enfant illégitime avec une servante. Ruiné par cette affaire, il est contraint de trouver refuge chez un mécène. Lorsqu'il tombe malade en 1866, Amalie l'emmène à Rome pour qu'il se soigne, puis, de retour à Prague, elle s'occupe de lui jusqu'à sa mort en 1871. 
S'occupant de son frère malade, elle refuse l'offre de mariage d'un sculpteur tchèque, Václav Levý,.
Elle meurt subitement d'une maladie cardiaque le 4 juillet 1883 à Prague.
La plupart de ses œuvres appartiennent aux descendants de ses élèves. Certaines d'entre elles sont conservées dans les collections de la Galerie nationale de Prague.